# Мансуров, Бахрам Мешади Сулейман оглы
Бахрам Мешади Сулейман оглы Мансу́ров (азерб. Bəhram Məşədi Süleyman bəy oğlu Mansurov, 12 февраля 1911, Баку, — 14 мая 1985, Баку) — советский азербайджанский тарист, народный артист Азербайджанской ССР (10.01.1978), отец композитора Эльдара Мансурова и солиста Эльхана Мансурова

## Биография

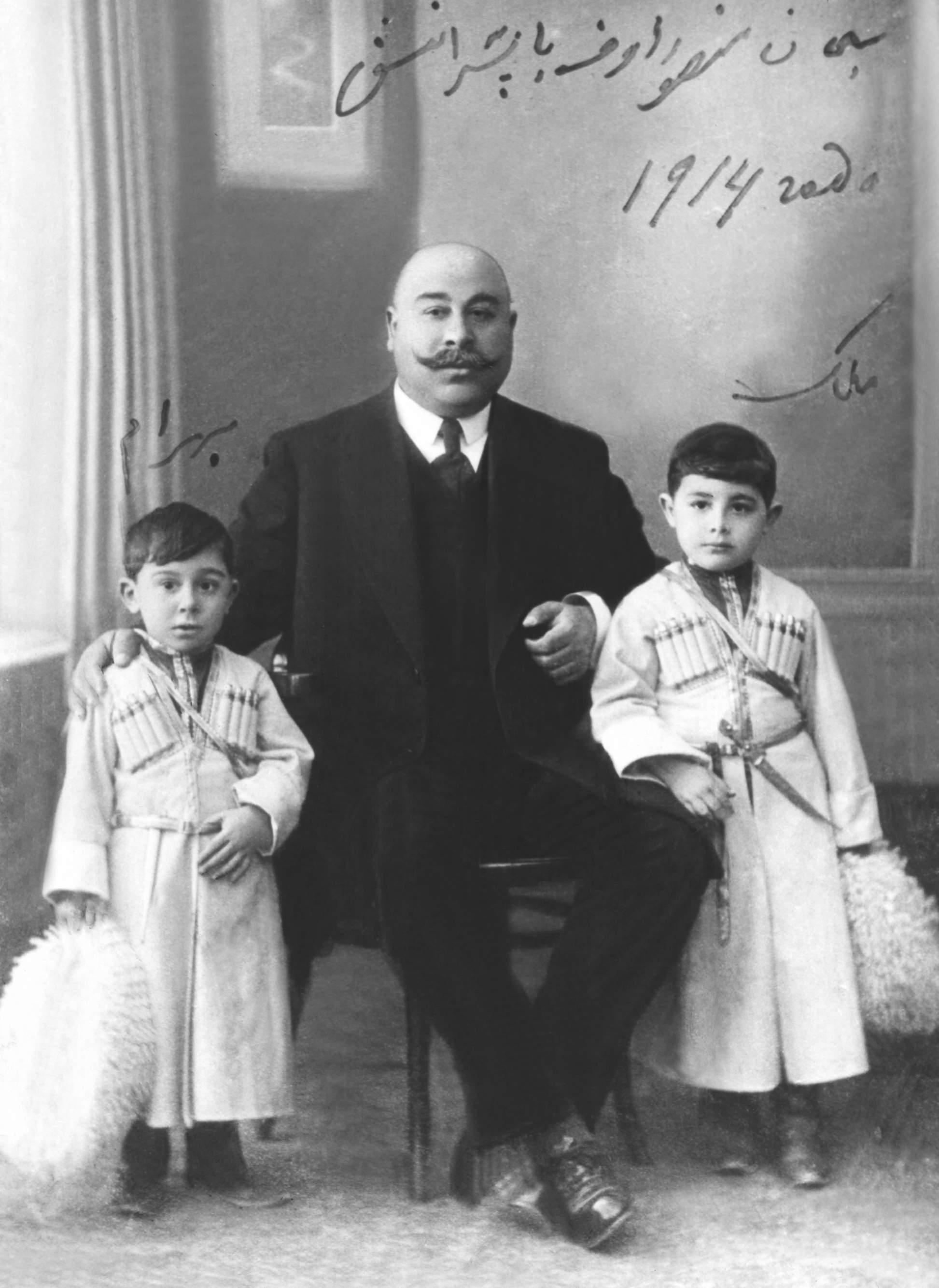
и сыновья Бахрам (слева) и Мелик

Бахрам Мансуров родился в состоятельной бакинской семье. Его отец, Мешеди Сулейман бек Мансуров, славился как меценат и прекрасный знаток мугама. Виртуозный исполнитель тара, Мешеди Сулейман бек часто устраивал в своём особняке в Ичери Шехер музыкальные меджлисы (собрания).
В 1925 году Бахрам Мансуров окончил школу. В 1929 году его пригласили в качестве тариста в оркестр при концертном объединении «Азконцерт», в составе которого на тот момент были такие известные исполнители, как Гурбан Примов, Джаббар Гаръягды оглы, Хан Шушинский и другие. Работая в этом оркестре, музыкант вместе с оркестром объездил весь Азербайджан и побывал во многих городах СССР. В 1931 году Бахрама Мансурова пригласили в новообразованный оркестр народных инструментов, а через некоторое время тариста приняли на радио.
В 1932 году по инициативе Муслима Магомаева старшего Бахрам Мансуров приступил к работе в театре оперы и балета в качестве солиста — аккомпаниатора. В 1938 году Бахрам Мансуров участвует в декаде Азербайджанской культуры в Москве. В 1941 году в составе коллектива азербайджанского театра оперы и балета Бахрам Мансуров отправился в Иран. Гастроли коллектива имели большой успех в этой стране. По возвращении из Ирана Мансурова пригласили в Бакинское музыкальное училище преподавать мугам. Очень скоро он разработал собственную систему преподавания мугама.
В годы Великой Отечественной войны Бахрам Мансуров фактически беспрерывно выступал перед солдатами и ранеными. В 1944 году он повторно отправляется в Иран и выступает во многих городах Ирана. После войны за свои труды музыкант был удостоен многих наград и почётных грамот.
При содействии ЮНЕСКО были выпущены две пластинки музыканта в 1971 и в 1975 году, по линии этой организации Бахрам Мансуров неоднократно участвовал на международных симпозиумах и концертах в Европе. В результате сотрудничества музыканта с некоторыми музеями и архивами СССР им из семейного архива были переданы в дар ценные материалы по истории азербайджанской музыкальной культуры. А музею японского города Осака Бахрам Мансуров передал в дар свой тар. В 1978 году ему было присвоено звание народного артиста Азербайджанской ССР.

## Награды
- 2 ордена «Знак Почёта» (09.06.1959; 1967)
- Медаль «За оборону Кавказа»
- другие медали
- Народный артист Азербайджанской ССР (10.01.1978)[1]
- Заслуженный артист Азербайджанской ССР (1956)